# Nea Salamina Famagusta
Nea Salamina Famagusta (Grieks: Νέα Σαλαμίνα Αμμοχώστου) is een Cypriotische sportclub uit Larnaca. De club werd in 1948 opgericht in Famagusta. De club is het meest bekend om zijn voetbalafdeling maar is ook actief in volleybal en is daar succesvoller dan in voetbal.

## Voetbalafdeling
De club bereikte in 1955 voor het eerst de hoogste klasse en verblijft daar sindsdien met soms korte afwezigheden. De club kon nooit kampioen worden maar werd wel enkele malen derde (1956, 1966, 1993, 1995).
In 1974 bezette Turkije het noorden van Cyprus en moest de club uitwijken naar Larnaca, net als stadsgenoot Anorthosis.
Het grootste succes haalde de club in 1990 toen de beker werd gewonnen in de finale tegen Omonia Nicosia. Daarna speelde de club de supercup tegen kampioen APOEL Nicosia en won ook deze wedstrijd.

### Erelijst (mannen)
- Beker van Cyprus

Winnaar: 1990
Finalist: 1966, 2001
- Supercup

Winnaar:1990
- Cypriotische Tweede Divisie

Winnaar :1955, 1980, 2002, 2004

### Erelijst (vrouwen)
Supercup : 2008

### Nea Salamina in Europa
#Q = #kwalificatieronde, #R = #ronde, Groep = groepsfase, T/U = Thuis/Uit, W = Wedstrijd, PUC = punten UEFA coëfficiënten .
Uitslagen vanuit gezichtspunt Nea Salamina
| Seizoen | Competitie    | Ronde        | Land                          | Club                   | Totaalscore | 1e W     | 2e W    | PUC |
| ------- | ------------- | ------------ | ----------------------------- | ---------------------- | ----------- | -------- | ------- | --- |
| 1990/91 | Europacup II  | 1R           | Vlag van Schotland            | Aberdeen FC            | 0-5         | 0-2 (T)  | 0-3 (U) | 0.0 |
| 1995    | Intertoto Cup | Groep 7      | Vlag van Duitsland            | Bayer 04 Leverkusen    | 0-2         | 0-2 (T)  |         | 0.0 |
|         |               | Groep 7      | Vlag van Griekenland          | OFI Kreta              | 1-2         | 1-2 (U)  |         | 0.0 |
|         |               | Groep 7      | Vlag van Servië en Montenegro | FK Budućnost Podgorica | 1-1         | 1-1 (U)  |         | 0.0 |
|         |               | Groep 7 (3e) | Vlag van Estland              | JK Tervis Pärnu        | 2-0         | 2-0 (T)  |         | 0.0 |
| 1997    | Intertoto Cup | Groep 3      | Vlag van Frankrijk            | AJ Auxerre             | 1-10        | 1-10 (T) |         | 0.0 |
|         |               | Groep 3      | Vlag van Zwitserland          | FC Lausanne-Sport      | 1-4         | 1-4 (U)  |         | 0.0 |
|         |               | Groep 3      | Vlag van België               | Royal Antwerp FC       | 0-4         | 0-4 (U)  |         | 0.0 |
|         |               | Groep 3 (4e) | Vlag van Noord-Ierland        | Ards FC                | 4-1         | 4-1 (T)  |         | 0.0 |
| 2000    | Intertoto Cup | 1R           | Vlag van Albanië              | KS Vllaznia Shkodër    | 6-2         | 4-1 (T)  | 2-1 (U) | 0.0 |
|         |               | 2R           | Vlag van Oostenrijk           | FK Austria Wien        | 1-3         | 1-0 (T)  | 0-3 (U) | 0.0 |

Totaal aantal punten voor UEFA coëfficiënten: 0.0

## Volleybalafdeling

### Erelijst (mannen)
Landskampioen : 1989/90, 1990/91, 1997/98, 1998/99, 1999/00, 2000/01, 2001/02, 2002/03, 2012/13
Beker : 1982/83, 1989/90, 1991/92, 1999/00, 2000/01, 2001/02, 2002/03
Supercup : 1998/99, 1999/00, 2000/01, 2001/02, 2002/03, 2003/04

## Galerij

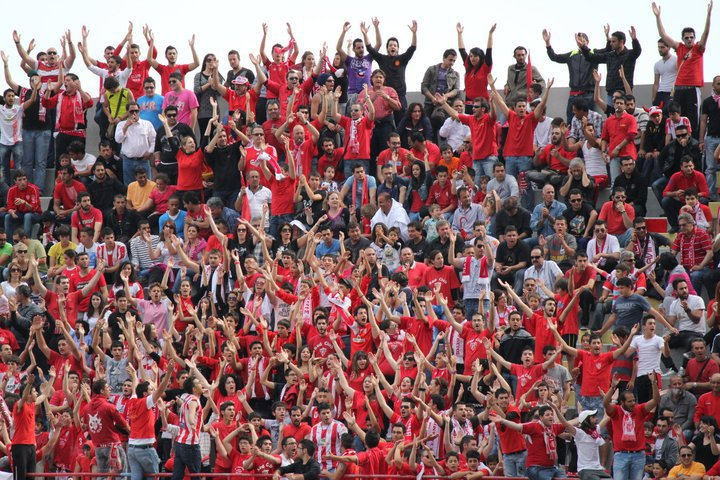
Nea Salamina Fans
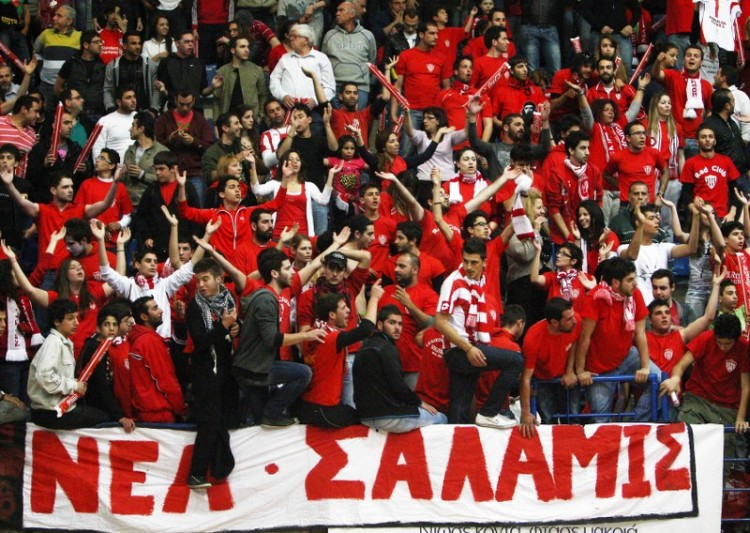
Nea Salamina Fans
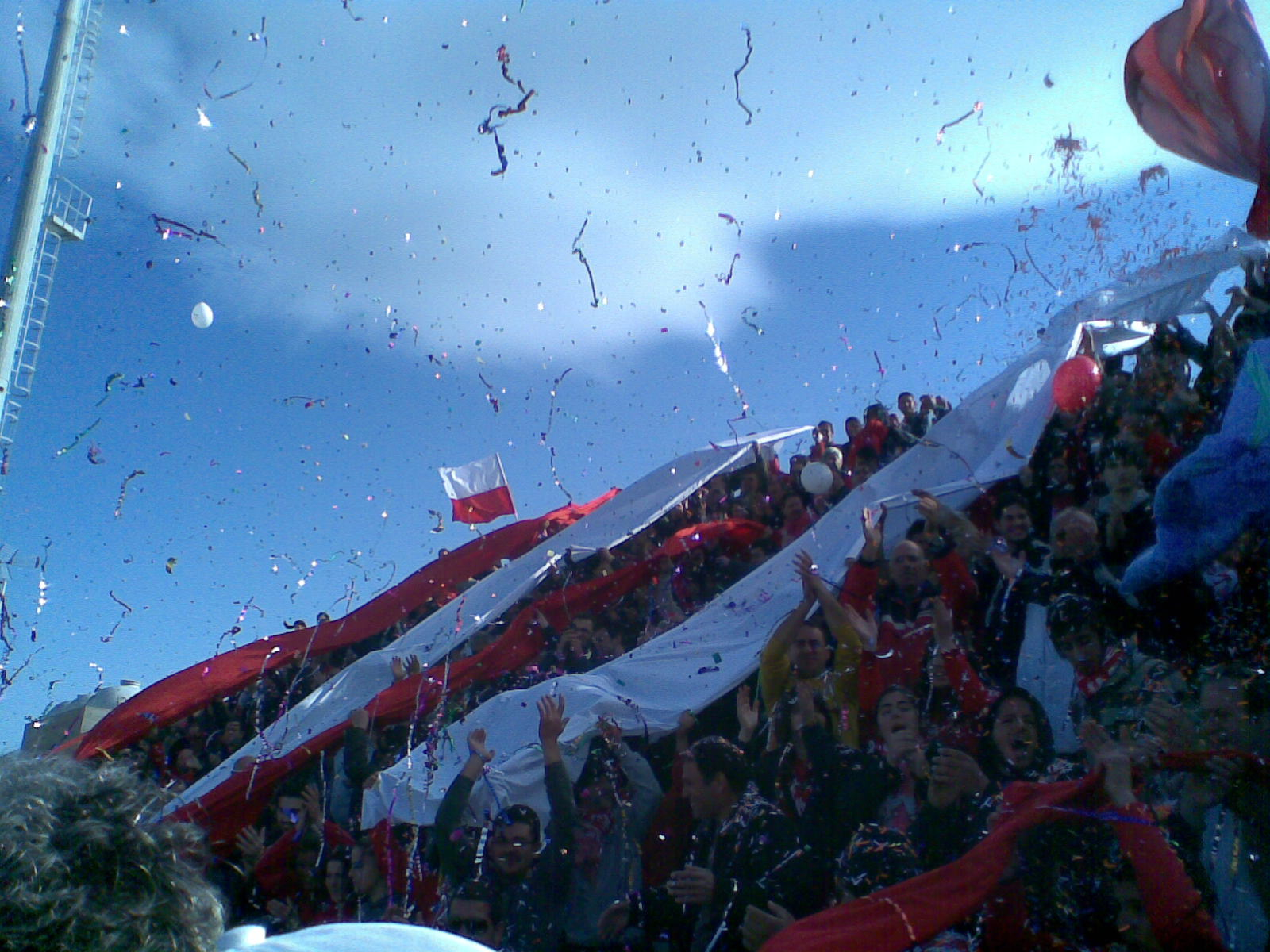
Nea Salamina Fans
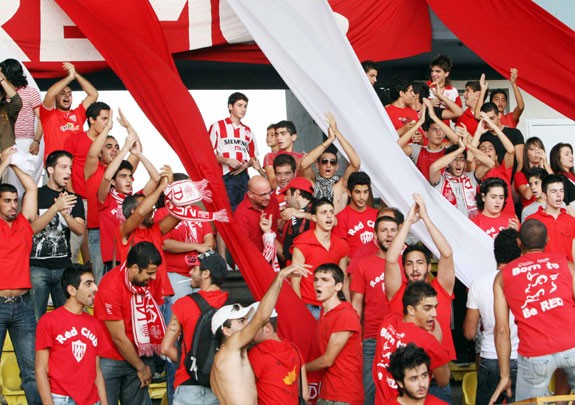
Nea Salamina Fans
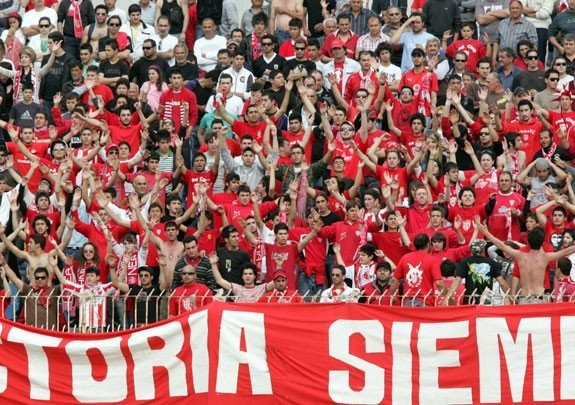
Nea Salamina Fans

## Bekende (ex-)spelers
- Ernestas Šetkus
- Charly Konstantinidis
- Nassir Maachi
- Andres Oper
- Martijn Roosenburg
- Dino Škvorc
- Thijs Sluijter
- Dieter Van Tornhout
- Martin Vunk
- Samuel Yeboah
- Marko Klok (Volleybal)